# RDS-27
RDS-27 (en ruso РДС-27) es el nombre clave de un dispositivo de fisión intensificada utilizado durante la prueba nuclear soviética del 6 de noviembre de 1955, llamada "Joe-18" por los estadounidenses. Es considerada la primera detonación de un arma de fusión nuclear arrojada desde un bombardero.

## Historia y Diseño
Luego de la detonación de la primera bomba "termonuclear" soviética el 12 de agosto de 1953, la RDS-6s, entre los años 1953 y 1955 el comité KB-11 (Arzamas-16) se dedicó al desarrollo de nuevas y mejores armas termonuclear. Se trabajaba simultáneamente en tres dispositivos: El RDS-7, una enorme bomba de fisión que no llegó a probarse, el RDS-37, la primera bomba termonuclear soviética de dos etapas y el RDS-27, una versión modificada de la RDS-6s. La RDS-27 fue diseñada por Andrei Sajarov y Yuri Romanov, y bajo la dirección general de Yuli Jariton.
Esta bomba, la RDS-27, era un "Sloika", un diseño de bomba de fisión intensificada mejorada que utilizaba deuteruro de litio como combustible de fusión nuclear, idéntico a la bomba RDS-6s, probada por primera vez el 12 de agosto de 1953, con la diferencia de que esta no utilizaría tritio, el cual hubiese aumentado significativamente el rendimiento. A cambio de esto se mejoraron otros aspectos técnicos de la bomba. Las pruebas de la RDS-27 y la RDS-37 serían los primeros experimentos con bombas de fusión arrojables desde el aire, con potencial uso como armas estratégicas, demostrando una gran ventaja sobre los Estados Unidos, quines lograron esto recién el 20 de mayo de 1956, durante la "operación Redwing" con la prueba "Cherokee". Los soviéticos ya poseían una versión de la RDS-6s arrojable desde el aire, pero no había sido probada. El propósito del experimento era probar este nuevo diseño de bomba termonuclear arrojable, previo a la prueba de la "verdadera" bomba termonuclear (de dos etapas), que se realizó el 22 de noviembre de 1955, la prueba de la RDS-37.

## Prueba

### Preparación
El lugar de la prueba sería el Área P-3 del Sito de pruebas de Semipalatinsk. Se tomó como medida de seguridad no detonar la bomba a menos de 700 metros de altura, con vientos superiores a 90 km/hora, para que la nube de la explosión se dirigiera en dirección 155-215°.  Así mismo se previó no realizar la prueba con nubes de lluvia. Con esto se buscaba disminuir los efectos de la onda expansiva, irradiación y contaminación del área y los pueblos circundantes al polígono, ya que el diseño provocaba una gran emisión de radiación y polvo radiactivo al explotar. Se previeron además medidas de evacuación a la población en las zonas circundantes en caso de ser necesario, así como descontaminación del área. Se amplió importantemente el equipamiento y el apoyo técnico al personal en caso de ser necesarias las medidas de seguridad adicionales. Además, el avión fue protegido de la radiación y el flash con una pintura reflectante. En la zona fueron colocadas gran cantidad de ovejas y diversos objetos, como vehículos y casas, en un amplio radio, que servirían para estudiar los efectos de la explosión a gran distancia. Los escuadrones militares de servicio fueron los siguientes:
| Subdivisión                                                                                      | Personal | Vehículos |
| ------------------------------------------------------------------------------------------------ | -------- | --------- |
| Servicio administrativo                                                                          | 32       | 6         |
| Representantes de Unidades militares para detección de radiación (4) y puestos dosimétricos (11) | 321      | 53        |
| Escuadrón aéreo                                                                                  | 130      | 34        |
| Convoy terrestre (dos)                                                                           | 277      | 213       |
| Otros servicios                                                                                  | 88       | 13        |
| Total                                                                                            | 908      | 321       |

### Detonación
La bomba fue probada el 6 de noviembre de 1955, en el Área P-3 del Polígono de Semipalatinsk. Un bombardero Tu-16 piloteado por V. F. Martynenko, cargado con el dispositivo, sobrevoló el área con escasa visibilidad producto de la niebla, pero que no impidió la continuación del experimento. A las 10:40 a. m. (hora local), a una altura de 12 km, fue arrojada la bomba, explotando a 1000 metros del suelo. El rendimiento fue de 250 kilotones de energía, que estaba dentro de lo estimado y del cual el 90% provino de la fisión. La explosión figura como la prueba N° 23 en los registros soviéticos oficiales, y fue llamada en código "Joe-18" (por "Joseph Stalin") por los estadounidenses.